# Ozero Njulja
Ozero Njulja (ryska: Озеро Нюля) är en sjö i Belarus.   Den ligger i voblasten Vitsebsks voblast, i den norra delen av landet, 130 km nordost om huvudstaden Minsk. Ozero Njulja ligger 136 meter över havet.
Omgivningarna runt Ozero Njulja är en mosaik av jordbruksmark och naturlig växtlighet. Runt Ozero Njulja är det ganska glesbefolkat, med 22 invånare per kvadratkilometer.